# Maya (tesorero)

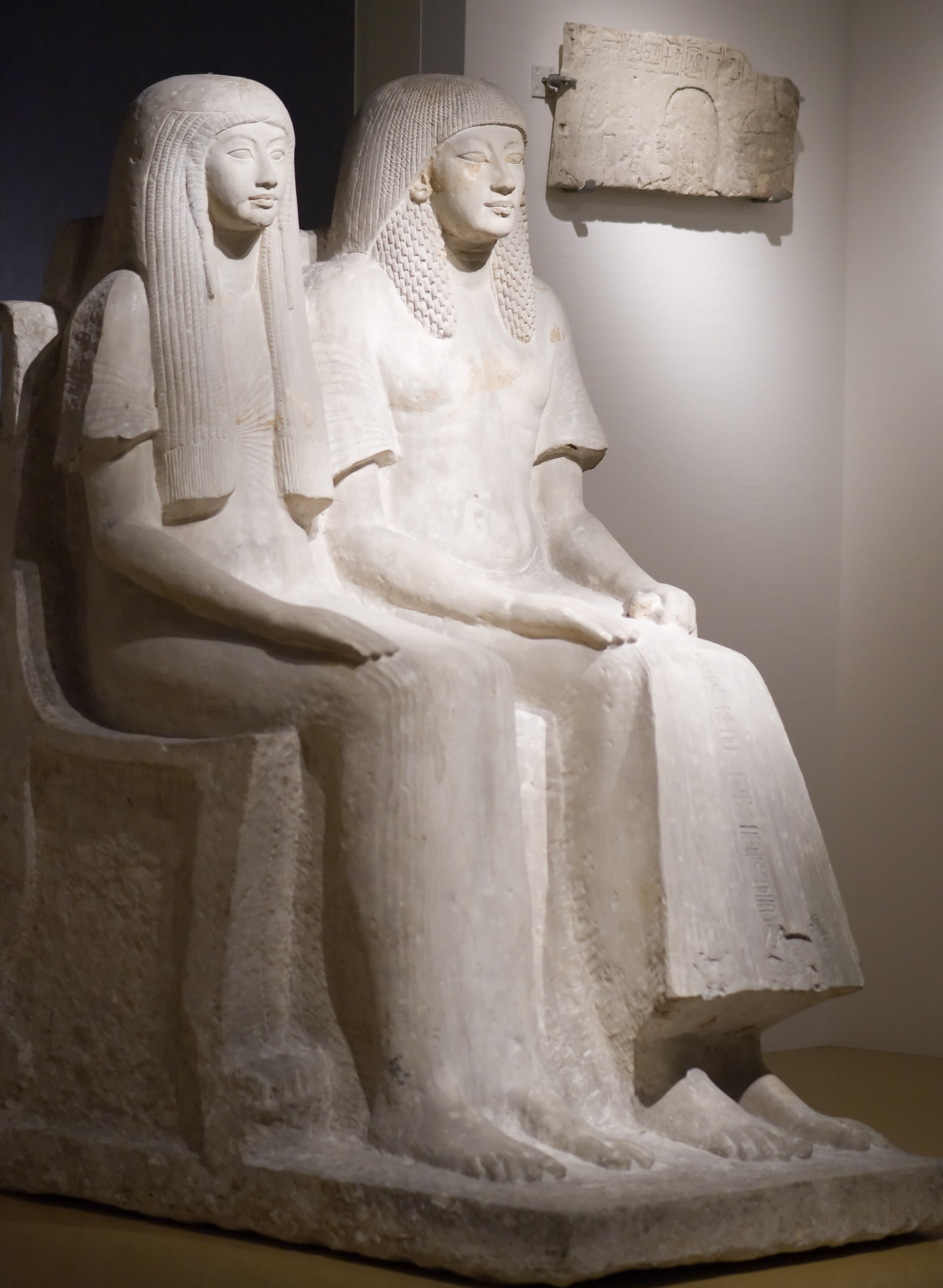
Estatua de Maya y Merit en Leiden.

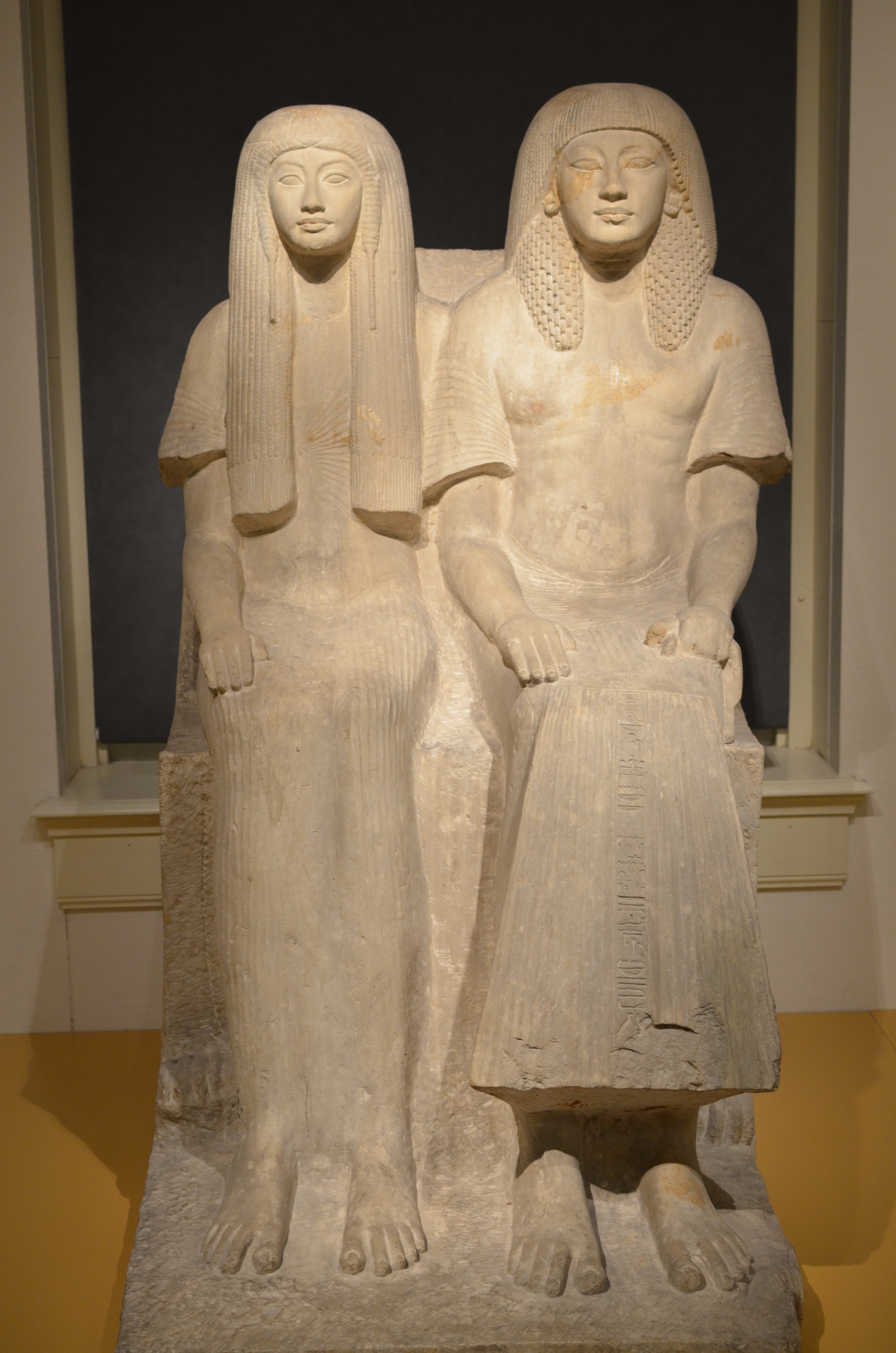
Vista frontal de la estatua de Maya y Merit.

Maya fue una figura importante  durante el reinado de los faraones Tutankamón, Ay y Horemheb durante la Decimoctava dinastía del Antiguo Egipto. Los títulos de Maya incluyen: portador del abanico a la derecha del Rey, supervisor del Tesoro, jefe de los trabajos en la necrópolis, y director del festival de Amón en Karnak.

## Biografía
Maya era hijo de un magistrado llamado Iuy y su esposa Weret. Tenía un medio hermano llamado Nahuher que es mostrado oficiando los ritos fúnebres en su tumba en Saqqara. Maya estaba casado con una mujer llamada Merit, y  tuvieron dos hijas llamadas Mayamenti y Tjauenmaya.
Los primeros años de la vida y la carrera de Maya no son bien conocidos. Es posible que Maya empezara su carrera a finales del reinado de Amenhotep III. Podría ser la misma persona que el escriba real llamado Maya atestiguado en Malkata en el año 34 del reinado de este soberano. Probablemente sea la misma persona que un cortesano llamado May conocido por una tumba en Amarna durante el reinado de Akenatón. El May de Amarna comparte algunos de los títulos con Maya, pero no era tesorero.
Maya es sin embargo bien conocido desde el reinado de Tutankamón. Era entonces el Supervisor del Tesoro, un importante alto funcionario, que se destacó por restaurar los entierros de varios faraones anteriores en la Necrópolis Real en los años posteriores a las muertes de Tutankamón y Ay. Es posible que él personalmente halla dejado escrito un texto encontrado en la tumba de Tutmosis IV, que declara que ha sido cobrado con la restauración del entierro del rey. Maya habría informado al visir del Bajo Egipto, que estaba radicado en Menfis.
Maya recaudó impuestos y realizó otros servicios para estos faraones, incluyendo supervisar la preparación de sus tumbas.
Maya contribuyó con un ushebti al ajuar funerario del rey Tutankamón. También presentó una figura del rey como dios Osiris. Ambos artículos fueron inscritos registrando que Maya era el donante de las estatuillas.
Se sabe que Maya vivió al menos hasta el año 8 de Horemheb cuando una inscripción menciona que se encargó de la recaudación de impuestos en el país entero y organizó ofrendas para los dioses. Es también descrito en la TT50, la tumba de un padre divino de Amón llamado Neferhotep. Maya aparece entre Horemheb y los visires, lo que muestra su relación cercana al rey.

## Tumba y entierro
La tumba de Maya en Saqqara fue inicialmente excavada en parte en 1843 por el arqueólogo Karl Richard Lepsius, y sus impresionantes relieves fueron copiados en bocetos y algunos de ellos traídos a Berlín. Con el tiempo, sin embargo, la tumba fue cubierta por la arena, y su ubicación se perdió. En 1975, una expedición conjunta de arqueólogos de la Egypt Exploration Society de Londres y el Rijksmuseum van Oudheden en Leiden, Países Bajos empezó una búsqueda para redescubrir la tumba, y el 6 de febrero de 1986 finalmente tuvieron éxito. En esta fecha, el profesor Geoffrey T. Martin junto con el doctor Jacobus Van Dijk representando al Museo de Leiden descubrieron la cámara funeraria de la tumba subterránea de Maya en Saqqara, a unos 18 metros bajo la superficie.
Como Martin cuenta: 
" Estuvimos en la oscuridad total aproximadamente 15 minutos.. De repente entrevimos relieves maravillosos y nos sorprendimos mucho al encontrarnos en la antecámara que conducía a una cámara funeraria. Mi colega miró una pared inscrita y dijo, Dios Mío, es Maya ."
El trabajo de la primera temporada completa sobre la tumba de Maya a principios de 1987 indicó que su tumba era una versión ligeramente más pequeña y abreviada de la tumba de Horemheb en Saqqara. Un patio abierto tiene una columnata en su lado oeste y las puertas que dirigen a tres techos abovedados. Un patio interior se encontró conteniendo relieves de muy buena calidad y una estatua de Maya y su esposa en caliza, originalmente también policromada. Las cámaras funerarias subterráneas estaban pavimentadas con caliza y decoradas con relieves que muestran a Maya y su mujer delante de dioses.
Las estatuas de Maya y su esposa Merit están en exhibición en el Museo Nacional de Antigüedades en Leiden, Países Bajos desde 1823. La estatua doble fue prestada  al Museo Cívico Arqueológico (MCA) de Bolonia del 17 de octubre de 2015 al 17 de julio de 2016.